# 射撃盤
射撃盤（英語: Fire control table）は、艦砲射撃に用いられる射撃計算機の一種。測距儀・方位盤・測的盤などからの現在量を入力して、アナログ計算機を用いて未来位置を計算し、発砲諸元を指揮所などに発信する装置である。後に測的盤の機能を取り込んだのち、アナログコンピュータを使用する射撃指揮コンピュータに移行し、射撃指揮システム（FCS）のサブシステムとなった。

## 来歴

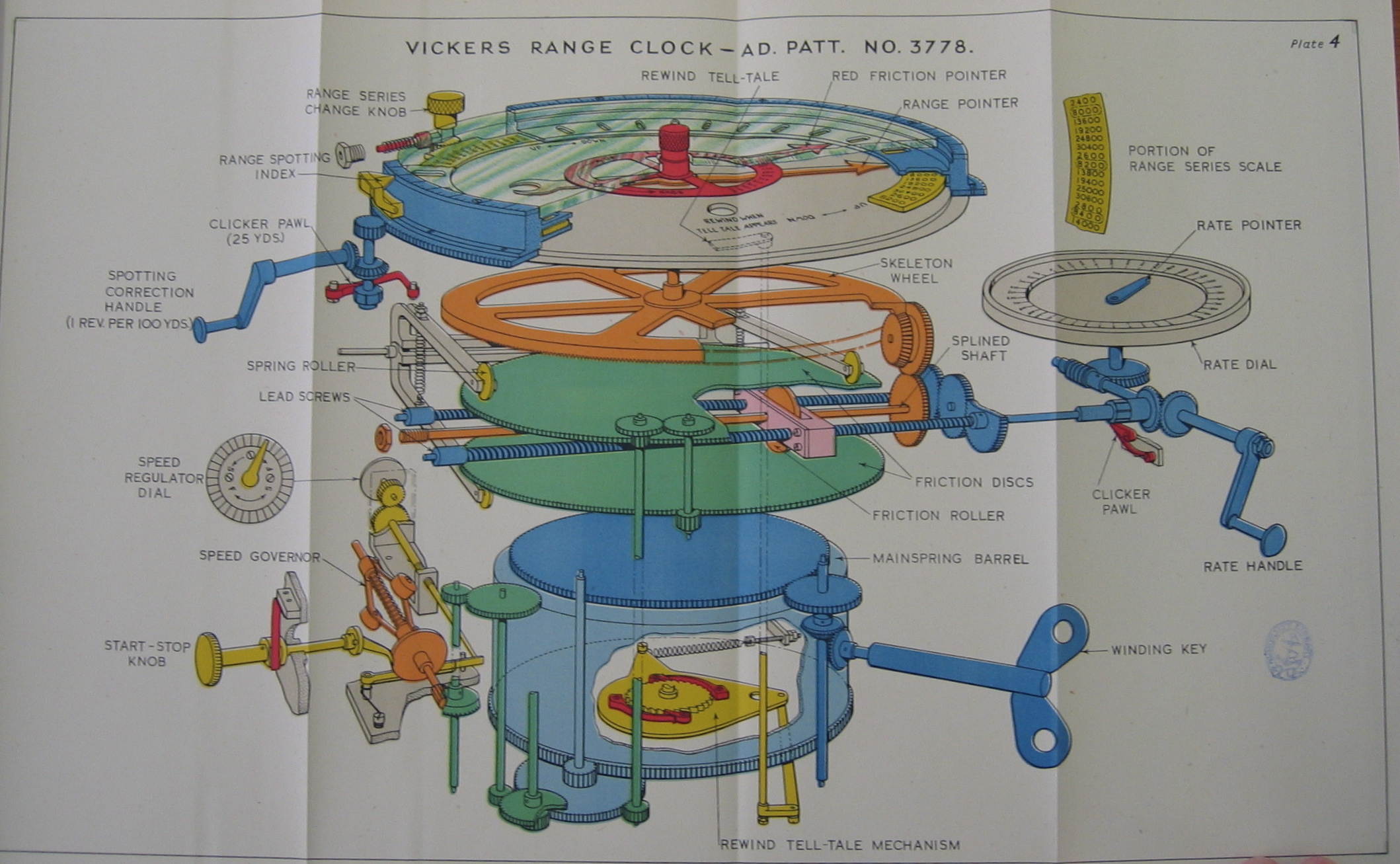
ヴィッカース式距離時計

海戦では、艦の動揺が避けられないこともあり、艦砲を厳密に照準するよりはとにかく敵に近接することを重視する時代が長く続いた。しかし19世紀に入ると、まずタンジェント照準器（Tangent Sight）の導入で照準誤差が、またライフル砲の登場で弾道誤差が減少したことで射距離が延伸された。これに伴って、砲に適切な俯仰角を設定するために測距儀も導入され、目標との距離を正確に測定できるようになった。
目標との距離の時間的変化率を「変距」または「変距率」と称し、自艦ないし目標が移動している場合の課題となる。もともとは、砲塔士官たちが目分量であたりをつけ、照準に加味していたが、軍艦の高速化と砲戦距離の増大に伴い、より科学的な処理が必要となった。これに応じて、測距儀での測距をもとに相対運動の変化を求める装置として、最初に実用化されたのが変距率盤であった。これはイギリス海軍のジョン・ドゥーマリク大尉 (John Saumarez Dumaresq) によって1902年に発明された一種の計算尺であり、発明者の名前をとって「ドゥーマリク」や「ドマレスク」と通称された。
またこれに続いて、ヴィッカース社によって距離時計 (Vickers range clock) が開発された。これは、測距儀と変距率盤から得た距離と変距を調定することで時々刻々の距離が求められるものであり、イギリス海軍では1905年から1906年にかけて各艦に順次装備した。

## 射撃盤の登場
そして1906年、イギリスの民間発明家であるアーサー・ポーレン (Arthur Pollen) は、これらの計算機から得られた情報をもとに、目標の動きを巻取紙の上にプロットして発砲諸元を求める装置を海軍本部に提示した。第一海軍卿フィッシャー大将は熱狂したものの、海軍部内には民間人であるポーレンへの不信感が根強く、またポーレンに支払わなければならない謝礼金の出費も懸念されたことから、結局、1913年に、砲術科のドライヤー大尉 (Frederic Charles Dreyer) が設計した射撃計算機を海軍本部式射撃盤 (AFCT) として採用した。
1913年には方位盤も同時に装備化されたことから、イギリス海軍の主力艦には、射撃統制システムと称されるにふさわしいシステムが構築されていくことになった。このシステムでは、射撃盤は防御甲板の下に設けられた発令所に配置されており、その計算結果は方位盤や射撃指揮官の指揮所に伝達されたが、射撃盤の歯車間の遊びなどのために誤差があり、指揮官はそのデータを必ずしも採用せず、弾着状況を直接観察して自分で判断して旋回俯仰を命令することもあった。
大日本帝国海軍では、1916年頃にポーレン式の装置を購入した際には「砲戦通信装置」と称していたが、1924年に金剛用として購入したバー&ストラウド式の装置の調査結果を踏まえて国内開発した装置は「射撃盤」と称された。またアメリカ海軍でも、ハンニバル・フォード (Hannibal Ford) によるレンジキーパー (Rangekeeper) が開発され、初号機は1917年に戦艦テキサスに装備された。

### 夾叉式観測法
イギリス海軍でのヴィッカース式方位盤射撃指揮装置とドライヤー射撃計算機を用いた1910～1914年頃の当時の射撃法を以下に示す。
1. 攻撃目標と発砲する砲を方位盤[注 2]室にいる砲術長が指令する。
2. 測敵観測担当の砲術担当士官が艦橋上部の方位盤室上やマストの上から攻撃目標を観測。目標の方角、距離、針路、速度を方位盤室へ伝達。
3. 方位盤室では、目標の情報に自艦の針路と速度の情報を加えて射撃指揮管制装置に入力する。
4. 射撃管制装置は計算結果を各砲塔内の仰角と方位角の通信機に針で表示する。
5. 発砲する砲の砲手は示された仰角と方位角に砲を合わせ、準備完了を方位盤室へ報告する。
6. 砲術長の命令で射撃管制装置の発射ボタンを押す事により、発砲状態の砲が発砲する。砲戦開始。最初は1門か全体の半分の砲を発砲することが多かった。
7. 観測によって「近弾（届いていない）」「遠弾（越えた）」などの情報を方位盤室に伝達。
8. 方位盤室では目標の方位を継続的に射撃管制装置に伝える。
9. 砲術長が「上げ」「下げ」といった修正を砲に指示する。必要に応じて次に発砲する砲を指示する。通常は半分の砲。
10. 発砲する砲の砲手は指示された修正を砲に加え、準備完了を方位盤室へ報告する。
11. 砲術長の命令で射撃管制装置の発射ボタンを押す。第二射発砲。
12. 以後、弾が命中するか目標をはさんで近くと遠くに落ちる夾叉状態になるまで半分の砲で交互射撃を繰り返す。
13. 命中するか夾叉すれば、全門での砲撃に移る[7]。

### 夾叉式及び梯子段式観測法
1916年のユトランド沖海戦でのドイツ海軍の有効な射撃指揮法を実感したイギリス海軍では、最初に夾叉が得られるまで交互射撃を繰り返すところは基本的に従来の夾叉式観測法と同じだが、第一射が着弾する前に規定時間後に第二射を発砲する点や、夾叉後も交互射撃を繰り返す方式とした。これにより射撃間隔を短くして誤差の修正を頻繁にするとともに発砲による艦の動揺を減少させる狙いもあった。
アメリカはイギリスに似た夾叉式観測法を採用していたが、手順が多く英独に比べて円滑な射撃指揮が行なえなかったため、1918年にはイギリスの照準手追尾式を取り入れた。戦争終結直前にはイギリス艦に匹敵する程度の射撃能力を持った。

## 防空任務とシステム化の進展

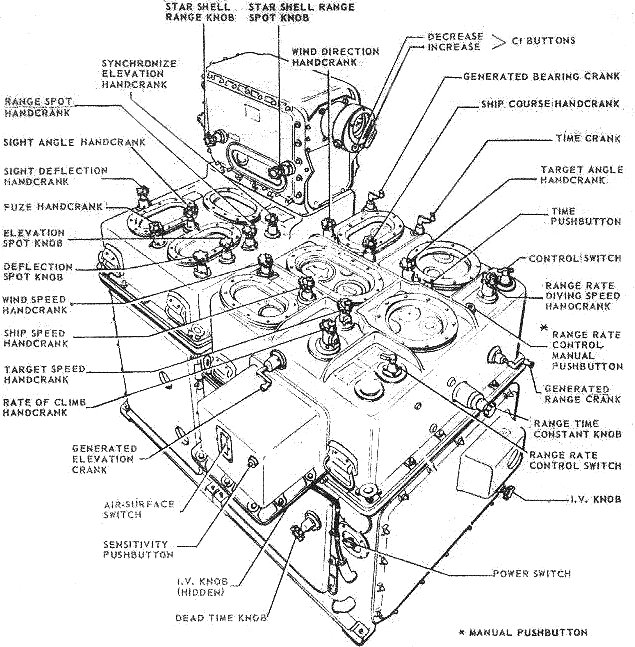
射撃指揮コンピュータMk.1

1916年には、イギリス海軍で傾角測定儀（Inclinometer）が開発された。これは現時点での目標の進行方向（的針）を即座に求めるための分像上下合致式望遠鏡であった。そしてその後、機械式計算機と組み合わせることで、目標の速度（的速）を算出する機能が付加され、測的盤として発展したのち、最終的には射撃盤の一機能として統合されていくことになる。
従来、射撃盤を含む艦砲関連の諸装置は、全て対艦兵器システムとして発展してきた。しかし第一次世界大戦で航空機が実戦投入されたのを受けて、戦間期には、防空という新しい任務が導入された。従来の方位盤・射撃盤に対空兵器としての性格を付加するほか、専用機の開発も着手された。いち早く対処に着手したアメリカ海軍が1927年に完成させた方位盤Mk.19では、射撃盤は組み込み式となっていた。また大日本帝国海軍が1933年に制式化した九一式高射装置でも、方位盤と射撃盤は統合されていたが、測距儀が別置きとなっていた。
イギリス海軍が1931年より配備した高角射撃指揮装置 (HACS) では高角方位盤（HA director）と高角盤（HACT）が用いられていたが、これらは別置きとされていた。またアメリカ海軍でも、重量級のMk.37方位盤では射撃盤は分離して設置されるとともに、アナログ計算機を機械式から電子式のもの（アナログコンピュータ）に変更して再設計した射撃指揮コンピュータMk.1が導入された。
そして、射撃盤を含めて射撃統制のための諸装置はもともと相互に関連性が高く、機能の複雑化とともにシステム統合も進展したことから、第二次世界大戦後には、射撃指揮システム（FCS）として総称されるようになった。